# Englon Automobile

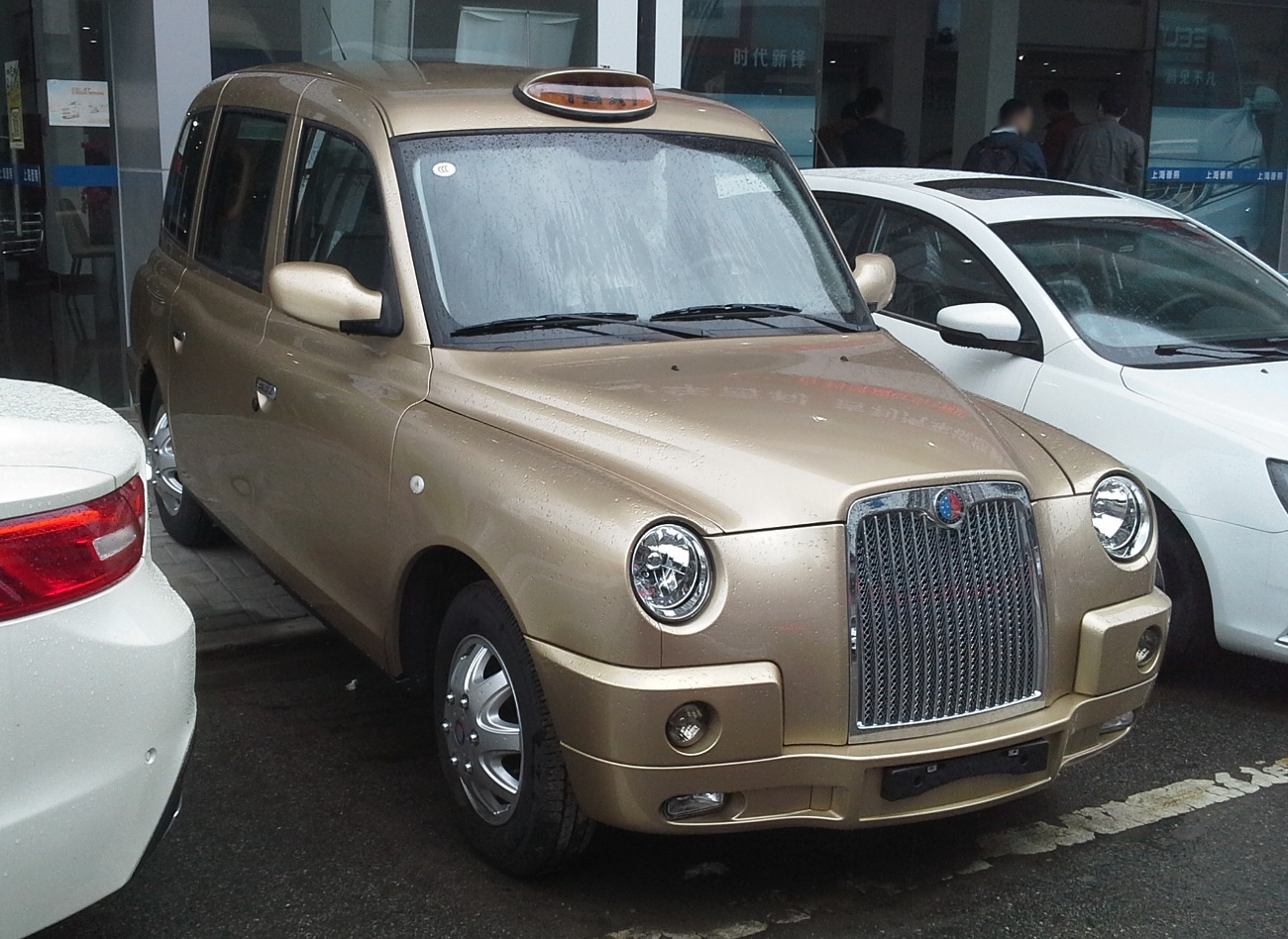
Englon TX 4

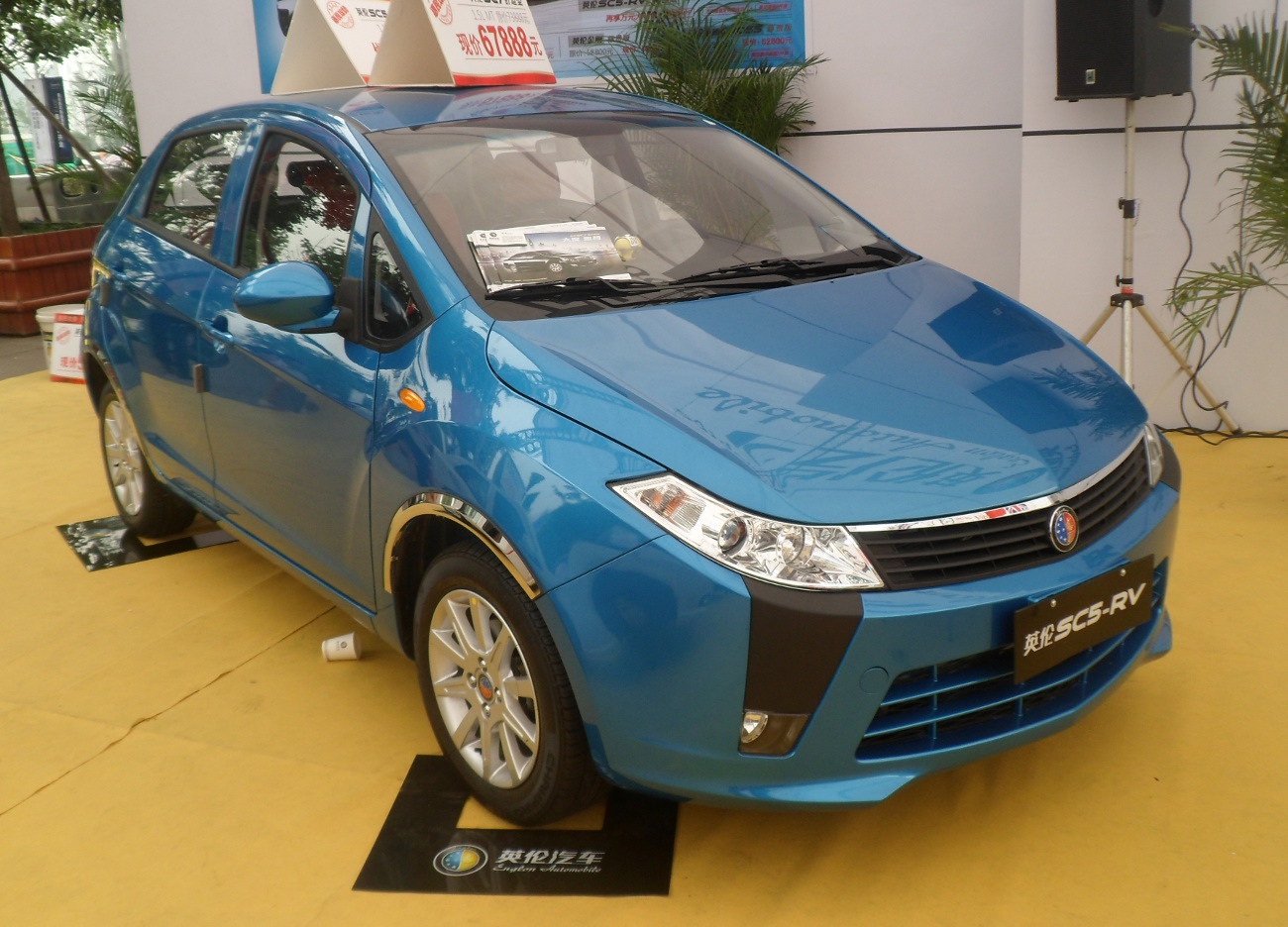
Englon SC 5-RV

Englon Automobile war ein Hersteller von Automobilen aus der Volksrepublik China. Es gibt aber auch Hinweise darauf, dass Englon nur eine Marke war.

## Unternehmensgeschichte
Geely gründete 2009 das Unternehmen in Shanghai. Markteinführung war im Juni 2009. 2010 wurde Shanghai Maple integriert. Der Markenname lautete Englon. 2014 wurde eine Umstrukturierung angekündigt, die 2016 abgeschlossen war. In diesem Zuge wurde der Markenname aufgegeben.

## Fahrzeuge
Englon war die Einstiegsmarke von Geely. Eines der Modelle war der TX 4. Dieses typische Londoner Taxi war zuvor von London Taxis International hergestellt worden, bevor Geely LTI übernahm.
Ein weiteres Modell war der SC 5-RV. Ein Vierzylindermotor mit 1498 cm³ Hubraum leistete 69 kW. Das Fahrzeug war bei einem Radstand von 2461 mm 3919 mm lang, 1745 mm breit und 1505 mm hoch.
Darüber hinaus sind die Modelle SC 5, SC 6, SC 6-RV, SX 5 und ein SUV SX 6 genannt.